# Büszkeség és balítélet (televíziós sorozat, 1967)
A Büszkeség és balítélet (eredeti cím: Pride and Prejudice) 1967-ben futott 6 részes brit televíziós sorozat, amely Jane Austen azonos című regénye nyomán készült.

## Szereplők
| Szerep                   | Színész          | Magyar hang          |
| ------------------------ | ---------------- | -------------------- |
| Elizabeth Bennet         | Celia Bannerman  | Bodnár Erika         |
| Mr. Darcy                | Lewis Fiander    | Tahi Tóth László     |
| Mr. Bennet               | Michael Gough    | Tomanek Nándor       |
| Mrs. Bennet              | Vivian Pickles   | Békés Rita           |
| Lydia Bennet             | Lucy Fleming     | Esztergályos Cecília |
| Kitty Bennet             | Sarah Taunton    | N/A                  |
| Jane Bennet              | Polly Adams      | Hámori Ildikó        |
| Lady Lucas               | Diana King       | N/A                  |
| Mr. Bingley              | David Savile     | Fülöp Zsigmond       |
| Mr. Wickham              | Richard Hampton  | Kertész Péter        |
| Mr. Collins              | Julian Curry     | Deák B. Ferenc       |
| Lady Catherine de Bourgh | Sylvia Coleridge | Győry Franciska      |
| Charlotte Lucas          | Kate Lansbury    | Simor Erzsi          |

## Epizódok
| #  | Eredeti cím | Magyar cím   | Eredeti bemutató     | Magyar bemutató  |
| -- | ----------- | ------------ | -------------------- | ---------------- |
| 1. | Neighbours  | A szomszédok | 1967. szeptember 10. | 1973. június 10. |
| 2. | Pride       | A büszkeség  | 1967. szeptember 17. | 1973. június 17. |
| 3. | Proposal    | A leánykérés | 1967. szeptember 24. | 1973. június 24. |
| 4. | Prejudice   | A balítélet  | 1967. október 1.     | 1973. július 1.  |
| 5. | Elopement   | A szöktetés  | 1967. október 8.     | 1973. július 8.  |
| 6. | Destiny     | A sors       | 1967. október 15.    | 1973. július 15. |